# Alchemilla subcrispata
Alchemilla subcrispata är en rosväxtart som beskrevs av Sergei Vasilievich Juzepczuk. Alchemilla subcrispata ingår i släktet daggkåpor, och familjen rosväxter. Inga underarter finns listade i Catalogue of Life.